# 長浜市立杉野小学校・中学校
長浜市立杉野小中学校（ながはましりつ すぎのしょうちゅうがっこう）は、滋賀県長浜市木之本町に存在した公立小学校・中学校。小中併設校で、2019年（令和元年）度末に閉校した。それぞれ長浜市立木之本小学校、長浜市立木之本中学校に統合された。

## 沿革

### 長浜市立杉野小学校
- 1929年4月1日 - 杉野村立杉野尋常高等小学校創立[2][3]
- 1941年4月 - 国民学校令により杉野村立国民学校に改称[4]
- 1954年11月 - 町村合併により木之本町立杉野小学校に改称[4]
- 1958年4月 - 土倉分教場を廃止し、冬季分校とする[4]
- 1966年1月 - 土倉冬季分校を廃止[4]
- 1972年1月 - 音羽冬季分校を廃止[4]
- 1985年2月 - 大阪市立堀川小学校と姉妹校提携を行う[4]
- 1989年2月 - 大阪市立堀川小学校と雪祭り交流活動を行う[4]
- 2010年1月 - 町村合併により長浜市立杉野小学校に改称[4]
- 2010年2月 - 大阪市立堀川小学校と雪祭り交流活動を行う[4]
- 2020年3月20日 - 閉校式を行う[5]

### 長浜市立杉野中学校
- 1965年4月 - 設立
- 2010年1月 - 町村合併により長浜市立杉野中学校に改称
- 2020年3月20日 - 閉校式を行う[5]